# UEFA Europa Conference League finalen 2024
UEFA Europa Conference League finalen 2024 var en fodboldkamp der blev spillet 29. maj 2024. Kampen blev spillet foran 26.842 tilskuere på Agia Sophia Stadium, i Athen, Grækenland, og skulle finde vinderen af UEFA Europa Conference League 2023-24. De deltagende hold var græske Olympiakos og italienske Fiorentina. Den var kulminationen på den 3. sæson i Europas tredjestørste klubturnering for hold arrangeret af UEFA.
Med en sejr på 1–0 sikrede Olympiakos sig sin første triumf i turneringen.
Kampen blev ledet af den portugisiske dommer Artur Soares Dias.